# SCOR-Modell

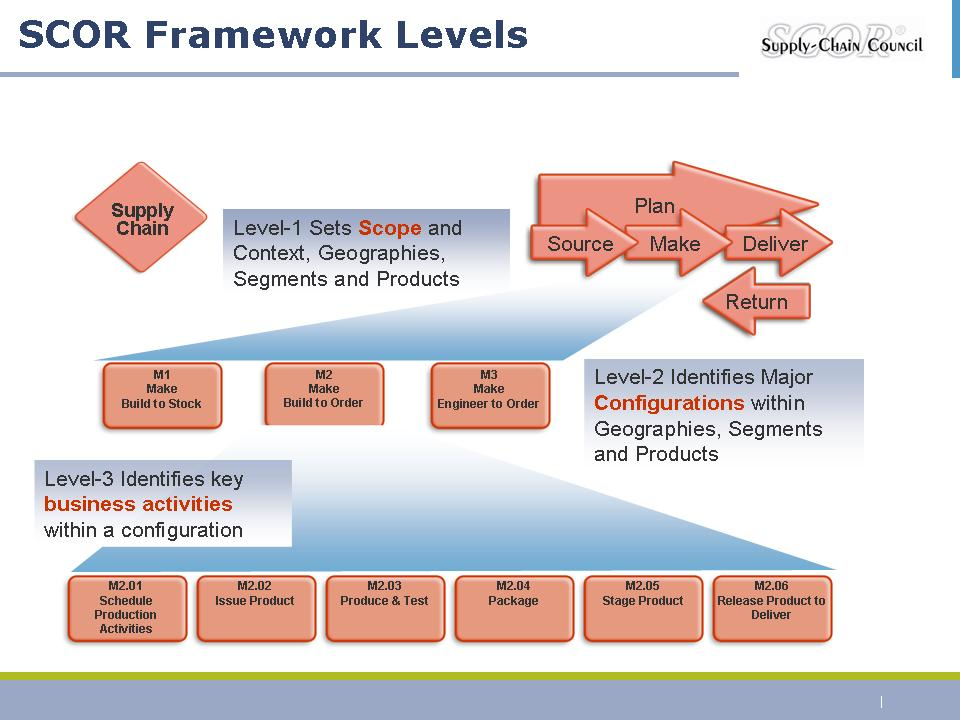
Konzeptioneller Rahmen des SCOR-Modells.

Das Supply-Chain-Operations-Reference-Modell (SCOR) wurde zur Beschreibung aller unternehmensinternen und unternehmensübergreifenden Geschäftsprozesse vom Supply-Chain Council, einer unabhängigen US-amerikanischen Non-Profit-Organisation, entworfen. Die Idee, eine Standard-Methode zu entwickeln, die alle Gesichtspunkte einer Supply Chain (Lieferkette) analysieren und beschreiben kann, wurde Anfang 1996 von zwei Bostoner Unternehmensberatungen, Pittiglio Rabin Todd & McGrath (PRTM) und AMR Research, entwickelt. Zunächst wurde das Supply Chain Council mit damals 69 Mitgliedern gegründet. So entstand die erste Version des Supply-Chain-Operation-Reference-Modells, welches im Herbst 1996 erstmals auf den Markt gebracht wurde. Seit 2014 ist das Supply Chain Council Teil von APICS.
Basierend auf einem konzeptionellen Rahmen (Framework) wird das Referenzmodell in Form neuer Versionen weiter entwickelt. Seit Dezember 2012 ist Version 11 gültig, welche gegenüber der Vorgängerversion um den Prozess „Ermöglichen“ (enable) erweitert wurde.

## Prozesskategorien
Das SCOR-Modell basiert auf inzwischen fünf wesentlichen Supply-Chain-Management-Prozessen und verknüpft sie mit bekannten Konzepten wie Business-Process-Reengineering, Benchmarking und Best-Practice-Analyse. Neben den sechs Managementprozessen unterscheidet das SCOR-Modell vier Detaillierungsstufen, wobei die letzte nicht im Modell enthalten ist, da sie unternehmensindividuell zu definieren ist.
Die bereits angesprochenen und für das SCOR-Modell relevanten Prozesskategorien sind auf der obersten Ebene im Einzelnen:
1. Planung (plan):
- Aggregierte Nachfrage und Angebot sollen in Einklang gebracht werden

2. Beschaffung (source):
- (Vor-)Produkte und Dienstleistungen zur Verfügung stellen

3. Herstellung (make):
- End-/Zwischenprodukte produzieren, die an Kunden geliefert werden können
- Make-to-stock (Lagerfertigung), Make-to-order (Auftragsfertigung), Engineer-to-order (Projektfertigung)

4. Lieferung (deliver):
- Fertigprodukte oder Dienstleistungen an Kunden liefern inkl. Lager-, Auftrags- und Transportmanagement

5. Rückgabe (return):
- Die Rücksendung fehlerhafter Produkte annehmen und die Rücksendung von Rohstoffen (an den Lieferanten) in die Wege leiten

Diese Prozesse finden auf der höchsten Ebene (Top Level) des SCOR-Modells ihren Ausdruck. Hier definiert ein Unternehmen den Umfang seiner jeweiligen SC. Ausschlaggebend hierfür ist die Wettbewerbsfähigkeit bzw. der Wettbewerbsvorteil.
Auf der zweiten Ebene, der so genannten Konfigurationsebene, werden Teilen dieser fünf SCOR-Prozesse drei Prozesstypen zugeordnet. Diese Typen sind im Einzelnen:
1. Planungsprozesse (Planning)
- Prozesse, die einer aggregierten Nachfrage innerhalb eines bestimmten Planungszeitraumes nachkommen sollen.

2. Ausführungsprozesse (Execution)
- Prozesse, die durch einen Planungsprozess ausgelöst werden und den Status eines Produktes verändern.

3. Unterstützungsprozesse (Enable)
- Prozesse, die Informationen oder Beziehungen vorbereiten, aufrechterhalten oder verwalten, auf denen die Planungs- und Ausführungsprozesse basieren.

Diese Verknüpfung von Prozessen und Prozesstypen lässt eine Matrixstruktur entstehen, die alle beteiligten Prozesskombinationen darstellt, die beim Aufbau einer SC zwischen den beteiligten Partnern abgewickelt werden sollten.
Ebene drei des SCOR-Modells (Gestaltungsebene) beschreibt die einzeln detaillierten Teilprozesse. Für jeden Teilprozess werden die einzelnen Prozessschritte, deren finale Reihenfolge sowie Input- und Outputinformationen getrennt dargestellt. Diese Ebene lässt sich mit einem Flussdiagramm beschreiben, das dann weiter detailliert beschrieben wird.
Ebene vier (Implementierungsebene) ist im SCOR-Modell nicht enthalten, da sie sich auf die individuelle Einführung des Systems im einzelnen Unternehmen bezieht. Dazu gibt es entsprechende Software-Lösungen, die dem jeweiligen technischen Bedarf im Unternehmen angepasst werden.
Um den Erfolg des SCOR-Modells messbar und somit vergleichbar zu machen, sind verschiedene, spezielle Metriken definiert. Eine wesentliche Messgröße ist die Cash-to-cash-cycle-time. Diese beschreibt den Zeitraum, wie lange Kapital vom Materialkauf bis zur Bezahlung durch den Kunden gebunden ist.

## Personenkategorien
Dieser Abschnitt beinhaltet einen Standard, der zur Beschreibung von Fähigkeiten verwendet wird, die erforderlich sind, um bestimmte Prozesse auszuführen und diese zu verwalten. Im Allgemeinen sind diese Fähigkeiten spezifisch für die Lieferkette, wobei einige gegebenenfalls auch außerhalb des Bereichs der Lieferkettenprozesse zu finden sind.
Fähigkeiten werden durch Ausbildungen, Erfahrungen und Kompetenzniveau definiert. Letzteres ist in fünf (5) anerkannte Kompetenzstufen zu unterteilen: Anfänger, Kompetenter, Profi, Experte und Meister.
1. Anfänger: unqualifizierter Anfänger ohne Vorkenntnisse, erfordert eine ausführliche Dokumentation.
2. Kompetenter: Die Person kann die Aufgaben ausführen, eine eingeschränkte Situationswahrnehmung ist jedoch vorhanden.
3. Profi: Ein Aufgabenverständnis liegt vor, die Person ist in der Lage, Prioritäten zu definieren, um die Aufgabe erfolgreich abzuschließen.
4. Experte: Die Person kann die Hauptaspekte der Aufgabe überblicken und besitzt eine fortgeschrittene Situationswahrnehmung.
5. Meister: Die Person ist in der Lage, Erfahrungen aus vergangenen Lernprozessen auf neue Situationen anzuwenden.
Die Kompetenzstufen werden am häufigsten als Praxis- oder Prozessreifegrade verwendet. Darüber hinaus wird das Berufsbild oder die Person mit der Differenz zwischen dem tatsächlichen Level der Person und dem geplanten Kompetenzniveau bewertet.